# NGC 85
NGC 85 je galaksija u zviježđu Andromeda.

## Vanjske poveznice
- SEDS: NGC 0085